# Deutscher Morgen

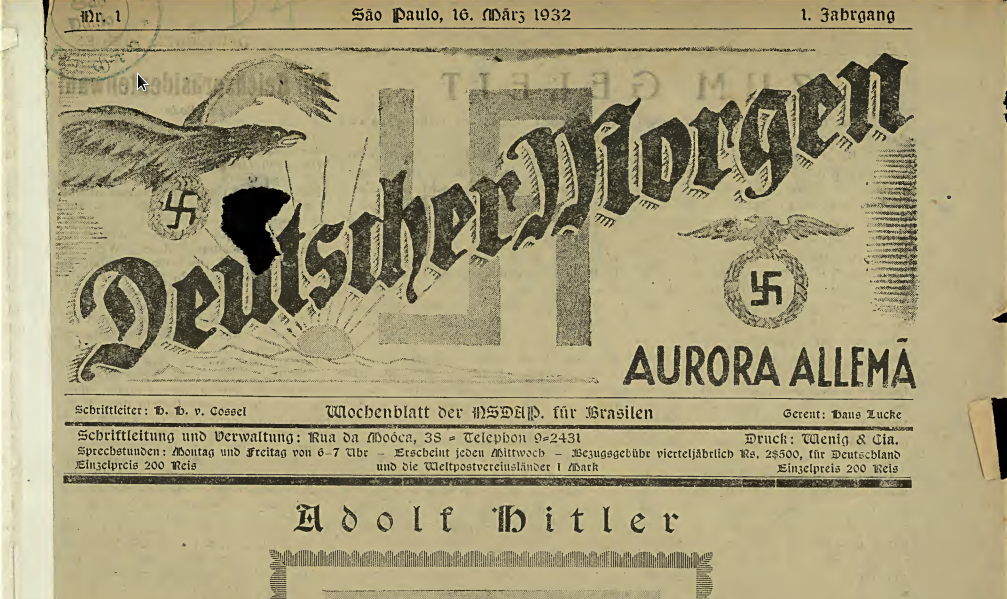
Parte do jornal Aurora Alemã

Deutscher Morgen (Aurora Alemã) foi um jornal brasileiro publicado entre 16 de março de 1932 e dezembro de 1941. Autoproclamado "folha oficial do Partido Nazista no Brasil", foi o periódico nazista de maior periodicidade do país. O jornal, cuja redação estava instalada no bairro da Mooca, em São Paulo, durante seus primeiros anos e era comandada por Hans Henning von Cossel, noticiava fatos ligados ao III Reich, divulgando pronunciamentos de Adolf Hitler e de outros expoentes do governo nazista.
O periódico começou a ser editado em março de 1932, um ano antes da ascensão de Hitler ao poder. Uma matéria, publicada naquela época, trazia uma canção antissemita na qual os judeus são descritos como possuidores de potes de ouro, ladrões do câmbio e traficantes opressores do povo trabalhador. Na letra da música, Hitler era descrito como o salvador que iria "acordar" a Alemanha, quebrando as correntes com que os judeus tolhiam o povo e o país. Durante a Guerra Civil Espanhola, o jornal trazia matéria de capa culpando os israelitas – descritos como "portadores do bacilo da peste vermelha do mundo" – pelo conflito.
Além de divulgar as ideias nazistas, o Deutscher Morgen relatava o que acontecia na filial do partido no Brasil e publicava anúncios convidando os leitores a contribuírem financeiramente com o Auxílio de Inverno Alemão, um programa de ajuda aos setores mais pobres da sociedade germânica. Um dos indícios de que boa parte da comunidade alemã no Brasil estava envolvida com o Partido Nazista, mesmo que indiretamente, era a quantidade de anúncios presentes no jornal. Alfaiatarias, relojoarias, clínicas dentárias, confeitarias, restaurantes, bares, tinturarias, livrarias, bancos e cervejarias – como a Brahma e a Antarctica – eram anunciantes fiéis.[carece de fontes?]
Gradativamente, o jornal foi sofrendo as consequências da Campanha de Nacionalização deflagrada pelo governo Vargas – que proibia publicações impressas em outras línguas – e abrasileirando-se por influência do Departamento de Imprensa e Propaganda (DIP). Em setembro de 1941, o título em alemão foi retirado da página inicial do periódico. Em novembro, o jornal, agora editado totalmente em português, passou a denominar-se Aurora Ilustrada. Pouco depois, a publicação foi extinta por completo. Em dezembro daquele mesmo ano, o Aurora Alemã deixou de circular.